# Snagit
Snagit (anteriormente SnagIt) é um software de captura e gravação de tela para Windows e macOS. Ele é criado e desenvolvido pela TechSmith e foi lançado pela primeira vez em 1990. O Snagit está disponível nas versões em português, inglês, francês, alemão, japonês e espanhol.
O Snagit substitui a função de tela de impressão nativa e a estende com recursos adicionais.

## Recursos
Os recursos são estruturados em torno das três etapas principais do fluxo de trabalho do software: capturar, editar e compartilhar.
O primeiro passo é capturar uma imagem (ou gravar um vídeo) com o Snagit Capture. Isso é feito por meio de uma variedade de métodos de captura de imagem, incluindo seleção de tela cheia, seleção de região específica, seleção de menu, reconhecimento de textos (OCR com "Extrair texto"/Grab text em inglês) e seleção panorâmica. Alternativamente, o software pode gravar um vídeo (de uma região específica ou tela cheia).
O segundo passo é editar no Snagit Editor a imagem capturada onde ela pode ser redimensionada, anotada ou receber alguns outros efeitos (borda...). Outro recurso é criar um vídeo a partir de imagens capturadas (narrando um conjunto de capturas de tela).
O terceiro passo é partilhar a imagem (ou vídeo) produzida, como um arquivo local (PNG, JPEG, HEIF, WebP, MP4...), para outro aplicativo (Microsoft Outlook, Apple Mail, Camtasia...) ou fazer o upload online (YouTube, Google Drive...).
Embora a maioria das características principais sejam idênticas entre as duas versões do software (Windows e Mac), existem alguns efeitos específicos para uma ou outra versão (por exemplo, o efeito marca d'água só está disponível no Windows e o efeito reflexo é disponível apenas no Mac).

## Snagit Capture
Snagit Capture (janela e widget de captura) é o programa de captura de imagem e vídeo do Snagit. Os atalhos estão disponíveis para acelerar o processo de gravação.

## Snagit
O Snagit inclui o Snagit Editor, que é o programa de edição de imagem e vídeo do Snagit. O editor pode ser usado para fazer alterações nas capturas de tela, incluindo adicionar setas, anotações e textos explicativos. Outras funcionalidades do software permitem a criação de tutoriais (utilizando a ferramenta "Etapa"/Step em inglês e/ou utilizando a ferramenta "Simplificar", que permite criar interfaces de utilizador simplificadas) e oferecem garantias de confidencialidade (desfocagem, recorte de imagens). Os recursos de edição de vídeo são básicos e limitados (corte de vídeos).
O Snagit também inclui a biblioteca (para armazenar as imagens e vídeos editados) e os destinos de compartilhamento (para publicar imagens e vídeos).
Snagit Capture File .snagx é um formato de arquivo compatível com várias plataformas, usado para armazenar capturas de imagens (tanto no Windows quanto no Mac). O Snagit 2021 (e versões anteriores) armazenava capturas de imagem nos formatos .snag (Windows) e .snagproj (Mac) (esses dois formatos de arquivo não eram compatíveis).
As gravações de vídeos são armazenadas no formato .mp4 na biblioteca do Snagit.

## TechSmith Fuse(Android e iOS)
O Snagit pode se conectar por Wi-Fi ao aplicativo TechSmith Fuse. Imagens, vídeos e gravações de tela armazenados em dispositivos móveis podem ser enviados diretamente para a Biblioteca Snagit.